# أولف إينارسون
أولف إينارسون (بالسويدية: Ulf Einarsson)‏ هو لاعب باندي ‏ سويدي، ولد في 27 يوليو 1981.